# 津和野局
津和野局（つわの の つぼね、生年不詳 - 元亀2年10月6日（1571年10月24日））は、戦国時代後期の人物。安芸国の戦国大名・毛利氏の当主である毛利隆元の娘で、毛利輝元の姉妹にあたり、石見国の有力国人で毛利氏に従った吉見広頼の正室となった。

## 生涯
安芸国の戦国大名・毛利氏の当主である毛利隆元の娘として生まれる。母は内藤興盛の娘で大内義隆の養女として隆元に嫁いだ尾崎局。生年は不詳だが、光成準治は津和野局を輝元の姉と推測しており、その推測に従うと天文22年（1553年）以前の生まれとなる。
永禄5年（1562年）以前、石見国の有力国人である吉見広頼と婚姻した。津和野局は毛利氏と吉見氏の融和に尽力し、広頼との間には天正9年（1581年）に伊予国の大名である河野通直に嫁ぎ、後に毛利元康（末次元康）に再嫁した長女の矢野局、天正6年（1578年）5月3日に早世する次女の正岫寿覚が生まれているが、男子は生まれなかった。
元亀2年（1571年）10月6日に石見国津和野で死去し、同地の陽明寺に葬られる。法名は「妙悟寺殿高覚妙悟大姉」。母の尾崎局は遠国に嫁いだ娘の早すぎる死をとても嘆き悲しんだという。
慶長9年（1604年）、毛利輝元は周防国山口に存在した臨済宗建仁寺派の寺院である真如寺を萩城内に移して津和野局の菩提寺とし、津和野局の法名から寺名を真如山妙悟寺と改めた。